# バロー羽島インター店
バロー羽島インター店（バローはしまインターてん）は、岐阜県羽島市にある商業施設である。

## 概要
岐阜羽島インターチェンジの南側に2006年11月にオープンした大型商業施設である。全施設が平屋建てのバリアフリーとなっている。駐車場は約1300台。

## 営業時間
- 年中無休。
- 本館(スーパーマーケット側)AM10:00～PM8：00
- 資材館(ホームセンター)AM7：00～PM8:00（日曜：AM9:00～ＰＭ8：00）

## 主な店舗(取扱商品)
- 北欧倶楽部(焼きたてパン)
- あかのれん(総合衣料)
- イーカーネット(車買取)
- サンドラッグ(薬・雑貨)
- セリア(100円ショップ)
- ミスタードーナツ(ドーナツ・喫茶)
- YAMAHA松栄楽器(音楽教室)
- ソフトバンク(携帯電話)
- デューポイント(美容室)
- 爽やか(カジュアルエステ)
- 名阪近鉄旅行(国内・海外旅行)
- じゃぶじゃぶ(クリーニング＆リフォーム)
- 泰誠館（たいせいかん）(リラクゼーション)
- サーティワン(アイスクリーム)
- 大たこ　さくらや(たこ焼き・お好み焼き)
- スガキヤ(ラーメン・甘味)
- どんどんUDON(うどん・丼物)
- 平川たばこ店(宝くじ)
- チャイナキッチン唐人(中華料理)
- 保険ほっとライン(保険代理店)
- エディオン<別棟＞(電化製品)
- シュープラザ<別棟＞(靴)
- 海転寿司魚河岸<別棟＞(回転寿司)
- キグナス石油セルフSS＜別棟＞(セルフスタンド)
- ホームセンターバロー(DIY・ペット・園芸)
- スーパーマーケットバロー(食料品・日用品)

## ATMコーナー
- ゆうちょ銀行
- 十六銀行
- 大垣共立銀行
- JA岐阜

## 所在地
- 岐阜県羽島市江吉良町2939

## 交通アクセス
自家用車
- 岐阜県道46号岐阜羽島インター線
- 岐阜羽島インターチェンジ

鉄道
- JR東海 東海道新幹線 岐阜羽島駅及び名古屋鉄道 羽島線 新羽島駅より徒歩約21分。

羽島市コミュニティバス
- 「看護大学東」バス停より徒歩11分。